# Самех
Са́мех (ивр. סָ֫מֶךְ‎) — пятнадцатая буква еврейского алфавита. Имеет числовое значение (гематрию) 60. В иврите она обозначает звук [s] (глухой альвеолярный сибилянт).

Происхождение буквы неясно; возможно, связано с египетским знаком джед (𓊽). 
| R11 |

## Использование
- Се́фер (ספר‎) — книга, например, Сефер йецира.

## Ссылки

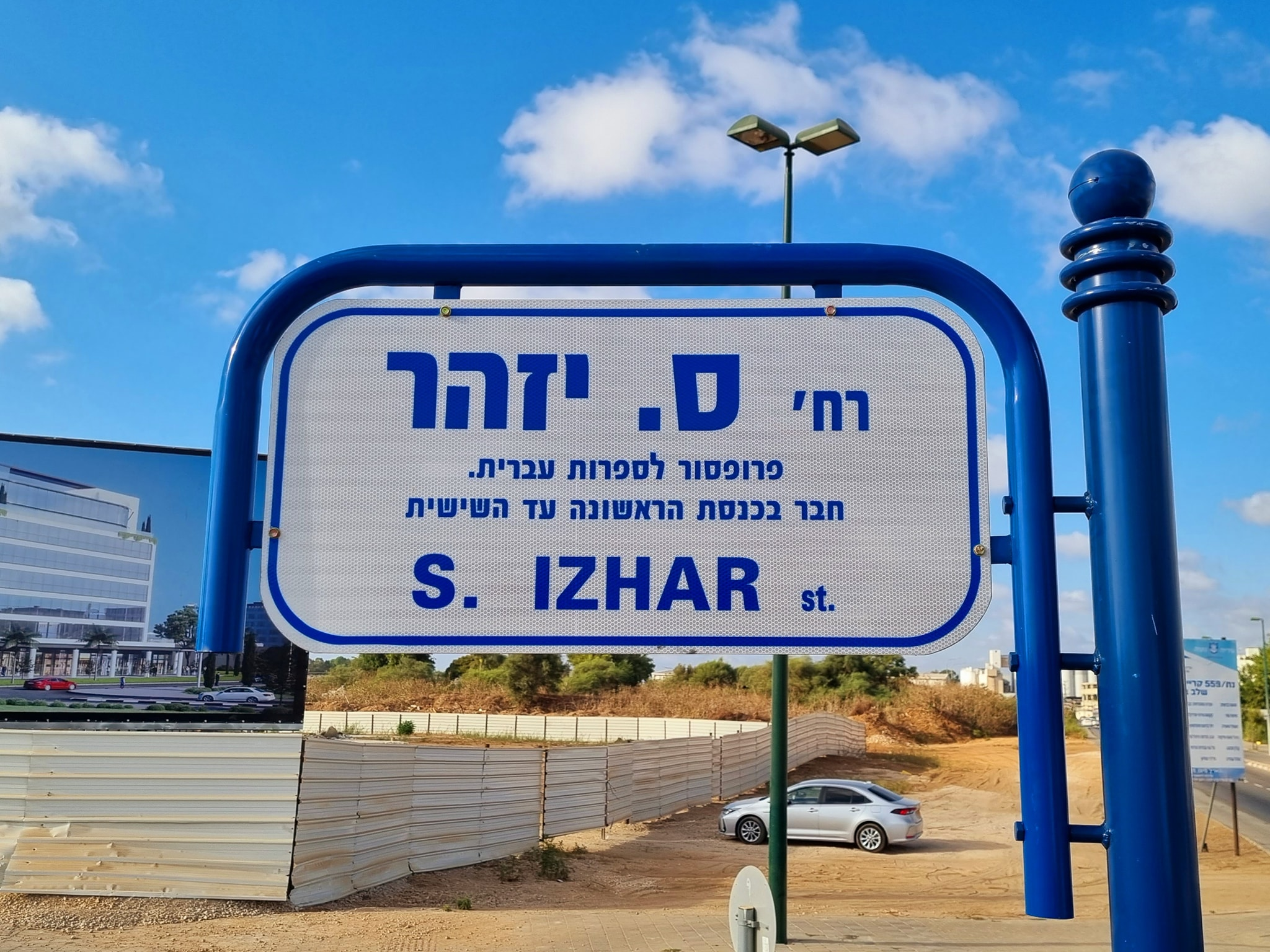
Буква самех в названии улицы имени писателя, псевдонимом которого было С. Изхар